# 韓国のラムサール条約登録地一覧
本項では、大韓民国（韓国）のラムサール条約登録地の一覧を示す。
大韓民国は、1997年7月22日にラムサール条約に加入した。2024年5月現在、韓国におけるラムサール条約登録地は26か所、面積は 20,265 ha である。

## 一覧
- 「no.」（サイトナンバー）のリンク先は、ラムサール条約事務局公式サイトの解説ページである。
- 「登録名」のうち英語名は、ラムサール条約事務局公式サイトの解説ページの名称に基づく。韓国語表記は、基本的に韓国の国土環境保護センターの表記に従い（ただし2013年以降4件の更新がなされていない）[2]、韓国語版ウィキペディアの該当ページへのリンクを行っている。

| no.  | 登録名                                             | 所在地 （道・広域市級）                                                | 面積 (ha) | 登録年月日     | 説明 | 写真 |
| ---- | -------------------------------------------------- | ---------------------------------------------------------------------- | --------- | -------------- | --- | ---- |
| 898  | 대암산용늪 The High Moor, Yongneup of Mt. Daeam    | 江原特別自治道 北緯38度13分 東経128度07分 / 北緯38.217度 東経128.117度 | 106       | 1997年3月28日  | 大岩山（テアムサン）ヨンヌプは、江原特別自治道麟蹄郡に所在する、韓国唯一とされる高層湿原。なお、ヨンヌプ（용늪）は「龍の沼」の意で、「大岩山龍湿地」などの名で紹介されることがある。                     |      |
| 934  | 우포늪 Upo Wetland                                 | 慶尚南道 北緯35度33分 東経128度25分 / 北緯35.550度 東経128.417度       | 854       | 1998年3月2日   | 牛浦沼（ウポヌプ）は、慶尚南道昌寧郡にある、洛東江が作る湿地帯。 |      |
| 1458 | 신안 장도습지 Jangdo Island High Moor              | 全羅南道 北緯34度40分 東経125度22分 / 北緯34.667度 東経125.367度       | 9         | 2005年3月30日  | 長島湿地は、韓国本土南西沖の黄海に浮かぶ長島（チャンド、장도。全羅南道新安郡所属）にある、山地性の湿地。                                                                                                 |      |
| 1594 | 순천만·보성갯벌 Suncheon Bay                       | 全羅南道 北緯34度48分 東経127度24分 / 北緯34.800度 東経127.400度       | 3,550     | 2006年1月20日  | 順天湾・宝城干潟。全羅南道順天市から宝城郡にかけて広がる、順天湾北部の干潟地帯。2004年に国立エコパーク・順天湾自然生態公園が開設された。                                                                 |      |
| 1648 | 제주 물영아리오름습지 Mulyeongari-oreum            | 済州特別自治道 北緯33度22分 東経126度42分 / 北緯33.367度 東経126.700度 | 31        | 2006年11月18日 | ムリョンアリ（勿永我里、물영아리）湿地。火山島である済州島に発達した、オルム（오름）と呼ばれる寄生火山の火口湖の一つ。                                                                                   |      |
| 1724 | 두웅습지 Du-ung Wetland                            | 忠清南道 北緯36度49分 東経126度11分 / 北緯36.817度 東経126.183度       | 6         | 2007年12月20日 | 斗雄湿地は忠清南道泰安郡にある。海岸近くにありながら、地下水が湧出した淡水の湿地が形成されている。 |      |
| 1725 | 무제치늪 Moojechineup                              | 蔚山広域市 北緯35度27分 東経129度08分 / 北緯35.450度 東経129.133度     | 4         | 2007年12月20日 | ムジェチ沼（ムジェチヌプ）は蔚山広域市蔚州郡にある沼。 |      |
| 1732 | 무안갯벌 Muan Tidal Flat                           | 全羅南道 北緯35度06分 東経126度23分 / 北緯35.100度 東経126.383度       | 3,589     | 2008年1月14日  | 務安干潟 (Muan Tideland) は、全羅南道務安郡一帯の干潟。 |      |
| 1846 | 강화 매화마름 군락지 Ganghwa Maehwamareum Habitat  | 仁川広域市 北緯37度38分 東経126度31分 / 北緯37.633度 東経126.517度     | 1         | 2008年10月13日 | 江華島（仁川広域市江華郡）に所在するヒメバイカモ（매화마름、Ranunculus kazusensis makino）の群落地。 |      |
| 1847 | 제주 물장오리오름습지 Muljangori-oreum wetland     | 済州特別自治道 北緯33度24分 東経126度38分 / 北緯33.400度 東経126.633度 | 63        | 2008年10月13日 | ムルジャンオリ（물장오리）の湿地も、ムルヨンアリ (no.1648) 同様、オルムと呼ばれる寄生火山の火口湖。世界遺産（済州の火山島と溶岩洞窟群）・国立公園・自然保護区の域内にある。                              |      |
| 1848 | 오대산 국립공원습지 Odaesan National Park Wetlands | 江原特別自治道 北緯37度46分 東経128度40分 / 北緯37.767度 東経128.667度 | 2         | 2008年10月13日 | 五台山国立公園湿地は、江原特別自治道平昌郡・洪川郡にかけての五台山国立公園にある、3つの小さな沼地から構成される湿地。                                                                                    |      |
| 1893 | 제주 1100고지습지 1100 Altitude Wetland            | 済州特別自治道 北緯33度21分 東経126度28分 / 北緯33.350度 東経126.467度 | 13        | 2009年10月12日 | 1100高地湿地は、ユネスコ世界遺産（済州の火山島と溶岩洞窟群）にも登録されている漢拏山（ハルラさん）国立公園内、およそ標高1100mにある。                                                                    |      |
| 1925 | 서천갯벌 Seocheon Tidal Flat                       | 忠清南道 北緯36度00分 東経126度30分 / 北緯36.000度 東経126.500度       | 1,530     | 2010年9月9日   | 舒川干潟。忠清南道舒川郡一帯の干潟。 |      |
| 1937 | 고창·부안갯벌 Gochang and Buan Tidal Flats         | 全羅北道 北緯35度33分 東経126度35分 / 北緯35.550度 東経126.583度       | 4,550     | 2010年12月13日 | 高敞・扶安干潟。全羅北道の高敞郡・扶安郡一帯に広がる干潟。 |      |
| 1947 | 동백동산습지 Dongbaekdongsan                       | 済州特別自治道 北緯33度31分 東経126度43分 / 北緯33.517度 東経126.717度 | 59        | 2011年3月14日  | 冬栢東山湿地（トンベクドンサンしっち） (Dongbaekdongsan Wetland) は、済州島の内陸部、コッチャワルと呼ばれる火山地形の森林にある湧水湿地。                                                                |      |
| 1948 | 운곡습지 Ungok Wetland                             | 全羅北道 北緯35度28分 東経126度39分 / 北緯35.467度 東経126.650度       | 180       | 2011年4月6日   | 雲谷湿地（ウンゴクしっち）は全羅北道の高敞郡に所在し、ダム湖と周辺の湿地を併せて指定している。 |      |
| 1974 | 증도갯벌 Jeungdo Tidal Flat                        | 全羅南道 北緯34度58分 東経126度11分 / 北緯34.967度 東経126.183度       | 3,130     | 2011年9月1日   | 曽島干潟。全羅南道新安郡にある、曽島（チュンド、증도）とその周辺の島々の干潟。 |      |
| 2050 | 밤섬 Han River-Bamseom Islets                      | ソウル特別市 北緯37度33分 東経126度56分 / 北緯37.550度 東経126.933度   | 27.3      | 2012年6月21日  | パムソム（밤섬）または栗島（ユルド、율도）は、ソウル特別市永登浦区と麻浦区に属する漢江の中洲。西江大橋の下に位置しており、2つの島からなる。                                                              |      |
| 2209 | 송도갯벌 Songdo Tidal Flat                         | 仁川広域市 北緯37度23分 東経126度39分 / 北緯37.383度 東経126.650度     | 611       | 2014年7月10日  | 松島（ソンド）干潟は、仁川広域市延寿区に属しており、2つの保護区からなる。 |      |
| 2225 | 숨은물뱅듸 Sumeunmulbaengdui Ramsar Site           | 済州特別自治道 北緯33度22分 東経126度27分 / 北緯33.367度 東経126.450度 | 117.5     | 2015年5月13日  | スムンムルベンディは、済州島の内陸にある湿地。 |      |
| 2226 | 한반도습지 Hanbando Wetland Ramsar Site            | 江原特別自治道 北緯37度13分 東経128度20分 / 北緯37.217度 東経128.333度 | 191.5     | 2015年5月13日  | 韓半島湿地（ハンバンドしっち）は、江原特別自治道寧越郡に属する。漢江の支流・平昌江（ピョンチャンガン、평창강）の屈曲部とその周辺の湿地帯。屈曲部が朝鮮半島（韓半島）の形に似ていることからこの名がある。 |      |
| 2269 | 동천하구 Dongcheon Estuary                         | 全羅南道 北緯34度53分 東経127度31分 / 北緯34.883度 東経127.517度       | 539.8     | 2016年1月20日  | 東川河口。全羅南道順天市。東川（トンチョン、동천）が順天湾に注ぐ河口部の湿地帯。 |      |
| 2359 | 대부도갯벌 Daebudo Tidal Flat                      | 京畿道 北緯37度13分 東経126度34分 / 北緯37.217度 東経126.567度         | 453       | 2018年10月25日 | 大阜島（テブド）干潟。京畿道安山市大阜島周辺の干潟。 |      |
| 2448 | 장항습지 Janghang Wetland                          | 京畿道 北緯37度38分 東経126度45分 / 北緯37.633度 東経126.750度         | 595.8     | 2021年5月21日  | 獐項（チャンハン）湿地。漢江沿いの高陽市の湿地。 |      |
| 2540 | 문경돌리네습지 Mungyeong Doline Wetland            | 慶尚北道 北緯36度42分 東経128度13分 / 北緯36.700度 東経128.217度       | 49.4      | 2024年2月2日   | 聞慶市のドリーネ湿地。 |      |
| 2544 | 평두메습지 Pyeongdume Wetland                      | 光州広域市 北緯35度08分 東経126度57分 / 北緯35.133度 東経126.950度     | 2.3       | 2024年2月5日   | 無等山の山中にある湿地。過去は水田。 |      |